# Vlado Goreski
Vlado Goreski (Bitola, 21 aprile 1958) è un artista macedone, autore di numerosi dipinti e opere grafiche

## Biografia
Ha studiato presso la Facoltà di Filosofia e di Storia dell'arte di Skopje, capitale della Macedonia del Nord, per poi finire gli studi all'Accademia di Belle Arti (Centro Internazionale per la Grafica) di Lubiana, Slovenia.

## Mostre
È autore di venti mostre personali e più di 100 mostre collettive, delle quali:
- Slovenia Open to Art, a Sinji Vrh (Slovenia)[1];
- Splitgraphic, nel 2017 in Croazia[2];
- Triennale mondiale di incisioni, a Chamalières (Francia)[3];
- Valvasorjevi mednarodni grafični dnevi, nel 2017 in Slovenia[4];
- Dialogo con la natura, a Rotherham (Inghilterra)[5];
- Specchio - Faccia a Faccia, nel 2016 a Vicenza (Italia)[6];
- Stampe per la pace - Grabados per La Paz, in Messico[7]

Goreski è inoltre il direttore della International Triennial Of Graphic Art di Bitola dal 1994.

## Riconoscimenti
Per il suo lavoro, ha ricevuto 20 premi nazionali e internazionali, tra cui il Biennale Internazionale di Iasi, Romania, nel 2017

## Galleria d'immagini

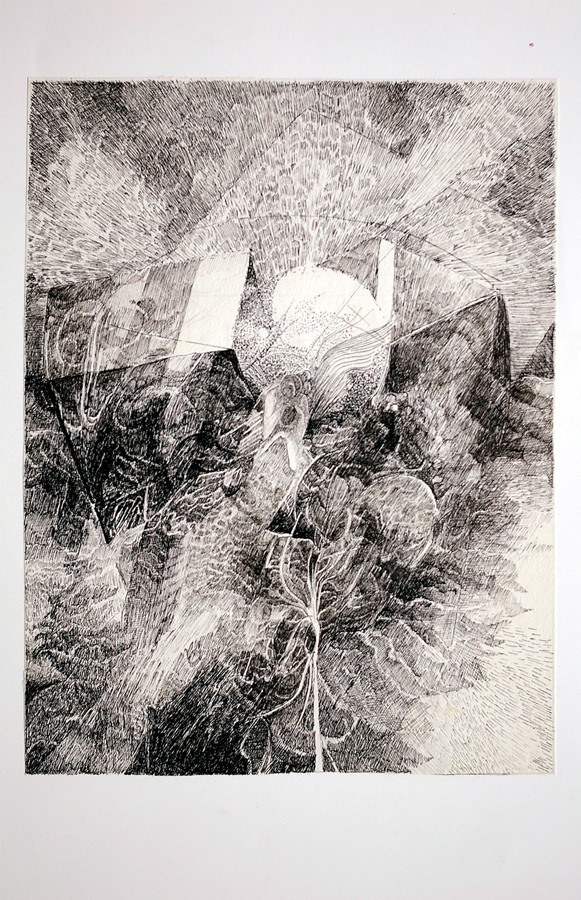
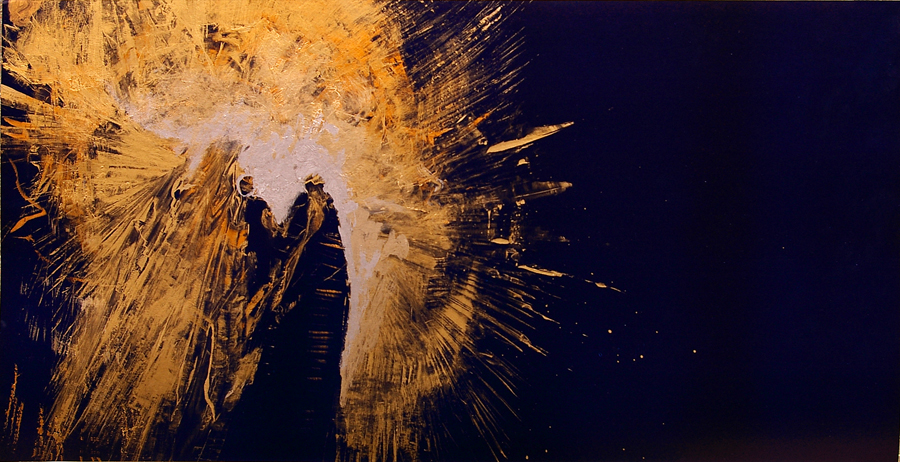
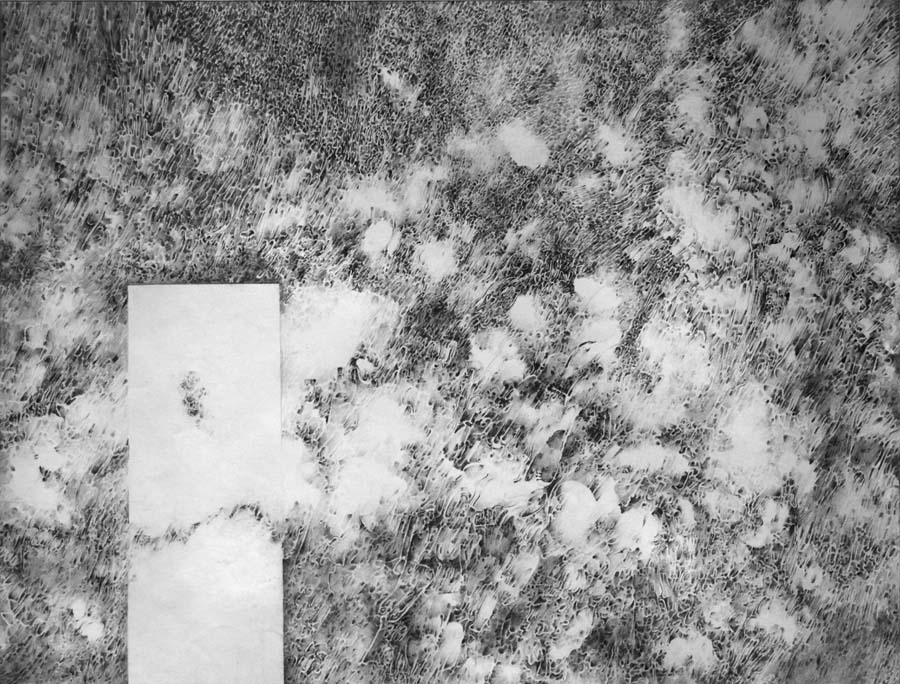